# اللغويات وكتاب مورمون

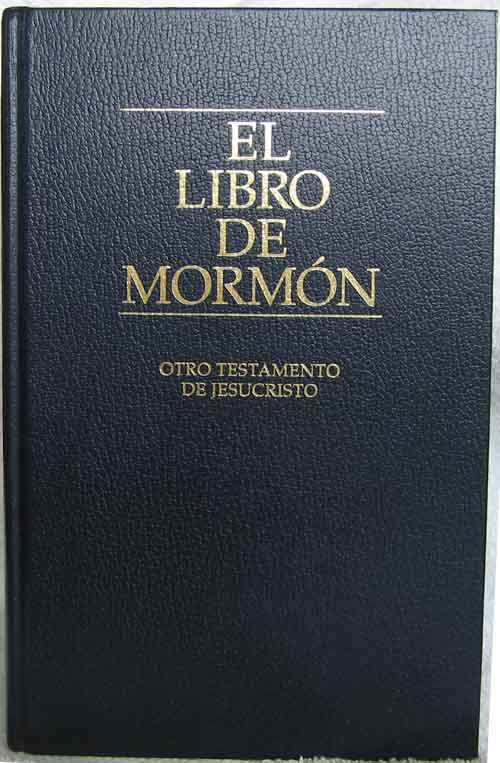
كتاب المورمون

اللغويات وكتاب المورمون وفقًا لمعظم أتباع حركة قديسي اليوم الأخر، فإن كتاب مورمون هو ترجمة تعود إلى القرن التاسع عشر لسجل السكان القدامى في القارة الأمريكية، والذي تمت كتابته بخط يشير إليه الكتاب على أنه " مصري مُصلح ". هذا الادعاء، بالإضافة إلى جميع الادعاءات المتعلقة بالأصالة التاريخية لكتاب مورمون، يرفضها مؤرخو وعلماء القديس غير المتأخر. كثيرًا ما يتم الاستشهاد بالتأكيدات القائمة على اللغة ومناقشتها في سياق موضوع كتاب مورمون، لصالح أو ضد أصول الكتاب المزعومة.
استخدم كل من نقاد ومروجين كتاب مورمون الأساليب اللغوية لتحليل النص. نشر المروجون ادعاءات عن الأشكال الأسلوبية التي من غير المرجح أن يعرفها جوزيف سميث ومعاصروه، وكذلك أوجه التشابه مع المصرية والعبرية . يزعم منتقدو كتاب مورمون أن هناك أماكن تكون فيها اللغة عفا عليها الزمن وتوحي بأصل يعود إلى القرن التاسع عشر يتوافق مع تربية سميث وتجربة حياته ، بالإضافة إلى الكتب وغيرها من المؤلفات المنشورة قبل الوقت الذي كان فيه كتاب مورمون. نشرت.
مشكلة في المراجعات اللغوية لكتاب مورمون هي أن النص الأصلي المزعوم إما غير متاح للدراسة أو لم يكن موجودًا على الإطلاق. قال سميث إنه أعاد الألواح الذهبية إلى ملاك بعد أن أنهى الترجمة.

## تطوير اللغة الأمريكية الأصلية
في عام 1922 ، أجرت هيئة LDS Church العامة BH Roberts (1857-1933) مراجعة متعمقة للبحوث المتعلقة بتطوير اللغة واللهجات بين الشعوب الأمريكية الأصلية . نشرت مطبعة جامعة إلينوي دراسة روبرتس بعد وفاته في عام 1985 كدراسات عن كتاب مورمون .
بافتراض أن غالبية الأمريكيين الأصليين ينحدرون من الشعوب الموصوفة في كتاب مورمون ، أشار روبرتس إلى أن الأدلة اللغوية بين الشعوب الأمريكية الأصلية لا تدعم سرد كتاب مورمون ، نظرًا لتنوع اللغات واللهجات التي موجود لم يكن لديه الوقت الكافي للتطور من لغة واحدة يرجع تاريخها إلى 400 بعد الميلاد (التاريخ التقريبي لاختتام سجل كتاب مورمون). أشار روبرتس:
1. That there are a large number of separate language stocks in America that show very little relationship to each other.
2. That it would take a long time—much longer than that recognized as "historic times"—to develop these dialects and stocks where the development is conceived of as arising from a common source of origin—some primitive language.
3. That there is no connection between the American languages and the language of any people of the Old World. New World languages appear to be indigenous to the New World.
نشر المدافعون من FARMS  دراسات تدعي أن الدليل اللغوي الذي استشهد به روبرتس لا يتعارض بالضرورة مع رواية كتاب مورمون. على وجه التحديد ، إذا تمسك المرء بنموذج الجغرافيا المحدود ، فمن الممكن أن العديد من شعوب كتاب مورمون ليسوا الأسلاف الرئيسيين للأمريكيين الأصليين.

## مفارقات تاريخية لغوية
ادعى منتقدو كتاب مورمون أن هناك مجموعة متنوعة من المفارقات التاريخية اللغوية الموجودة فيه والتي تلقي بظلال من الشك على أصالتها التاريخية. المفارقات التاريخية اللغوية في كتاب مورمون هي كلمات تمثل مفاهيم لا يعتقد أنها كانت موجودة في الأمريكتين بين 2500 قبل الميلاد و م 400 ، أو في العالم اليهودي في زمن ليحي - فترة التاريخ التي يغطيها سرد كتاب مورمون. يعارض المدافعون عن المورمون هذه الادعاءات ، حيث يجادل البعض بأنه أثناء ترجمة الألواح الذهبية ، ربما اختار سميث الكلمات التي كان يعرفها الأقرب من حيث المعنى للمفهوم الأصلي المكتوب على اللوحات (أي "مفارقة تاريخية للمترجم"). 

### "المصلوب" و "المسيح"
تم استخدام الكلمتين " االمصلوب" و " المسيح " عدة مئات من المرات في كتاب مورمون. أول مثيل لكلمة "المسيح" يعود إلى ما بين 559 و 545 قبل الميلاد. أول مثيل لكلمة "المسيح" يعود إلى حوالي 600 قبل الميلاد.
"المسيح" هي الترجمة الصوتية للكلمة اليونانية Χριστός (تمت ترجمته صوتيًا باسم Christós ) ؛ it is relatively synonymous with the Hebrew word משיח, pronounced‎[maˈʃi.aχ]‏ وجعلها "المسيح". كلتا الكلمتين لهما معنى "الممسوح" ، وتستخدمان في الكتاب المقدس للإشارة إلى "الممسوح". في الترجمات اليونانية للعهد القديم (بما في ذلك الترجمة السبعينية ) ، تُستخدم كلمة "المسيح" للإشارة إلى "المسيح" العبرية ، وفي الترجمات العبرية للعهد الجديد ، تُستخدم كلمة "المسيح" للإشارة إلى "المسيح" اليونانية. أي فقرة في الكتاب المقدس تستخدم كلمة "المسيح" يمكن أن تحل محل كلمة "المسيح" أو "المسيح" بدون تغيير في المعنى (على سبيل المثال ، Matthew 1 : 1 ، 16 ، 18 ).
يستخدم كتاب مورمون كلا المصطلحين في جميع أنحاء الكتاب. في الغالبية العظمى من الحالات ، يستخدم المصطلحات بطريقة مماثلة للكتاب المقدس ، حيث لا يهم الكلمة المستخدمة:
يجادل ريتشارد باكهام بأن الكلمة اليونانية "المسيح" في كتاب مورمون تتحدى أصالة العمل  حيث صرح سميث بوضوح أنه "لم يكن هناك يوناني أو لاتيني على اللوحات التي أنا ، من خلال نعمة الرب ، ترجم كتاب مورمون ".
يلاحظ المدافعون أن كلمة "المسيح" هي مرادف ترجمي لمصطلح "المسيح" ، بحجة أنه "لم يعد من المفارقات التاريخية بالنسبة لشعوب ما قبل المسيحية في كتاب المورمون أن يؤمنوا بالمسيح القادم / المسيح أكثر مما كان عليه في العهد القديم أنبياء يؤمنون بمجيء المسيح / المسيح ".

### "الكنيسة" و "الكنيس"
وردت كلمة "كنيسة" أولاً في 1 نافي 4:26 ، حيث يتنكر نبي يُدعى نافي في هيئة لابان ، وهو رجل بارز في القدس قتل نافي:
وهو [خادم لابان] ، مفترضًا أنني تكلمت عن إخوة الكنيسة ، وأنني كنت حقًا ذلك لابان الذي قتلتُه ، لذلك اتبعني ( 1 Nephi ) : ).
وفقًا لكتاب مورمون ، حدث هذا التبادل في القدس ، حوالي 600 قبل الميلاد. معنى كلمة "كنيسة" في كتاب مورمون أكثر قابلية للمقارنة مع الاستخدام في الكتاب المقدس من الإنجليزية الحديثة. كان مفهوم الكنيسة ، الذي يعني "دعوة المؤمنين" ، موجودًا في بيت إسرائيل قبل المسيحية. على سبيل المثال ، المزامير 89 : 5 يتحدث عن تسبيح الرب في جماعة القديسين. تحتوي الترجمة السبعينية على الكلمة اليونانية ecclesia التي تعني "الجماعة" ، والتي تُرجمت أيضًا على أنها "كنيسة" في العهد الجديد .

سؤال مشابه يتعلق بكلمة "كنيس" ، موجود في ألما 16:13:
وخرج ألما وأمولق يكرزون بالتوبة للناس في معابدهم وفي مقدساتهم وأيضًا في مجامعهم التي بنيت على طريقة اليهود ( Alma ). : ).
النقاد[من؟] من كتاب مورمون لاحظ أن المعابد لم تكن موجودة في شكلها الحديث قبل تدمير الهيكل والسبي البابلي . يقع أقدم كنيس معروف في ديلوس باليونان ، ويرجع تاريخه إلى 150 قبل الميلاد. يستشهد ويليام ج. آدامز ، المدافع عن طائفة المورمون ، بعالم الآثار لي آي ليفين في اقتراحه أن المعابد اليهودية كانت موجودة بالفعل قبل الأسر البابلي ، وإن كان ذلك في شكل مختلف.

### مفارقات تاريخية أخرى
أشار كريج إل بلومبيرج إلى عدة آيات في كتاب مورمون تشبه على ما يبدو آيات الكتاب المقدس في نسخة الملك جيمس من الكتاب المقدس. وفقا لبلومبيرج ، 2 Nephi : يتضمن إشارات صريحة إلى Acts : ، Matthew : ، 1 Corinthians 13 : 1 ، وعلى الأرجح تمت كتابتها مع وضع تأثيرها المباشر في الاعتبار. علاوة على ذلك ، يدعي بلومبيرج أن 2 Nephi : يحتوي على إشارات إلى Acts : . يلخص بلومبيرج موقفه العام من مفارقات تاريخ كتاب مورمون على النحو التالي: "في الواقع ، يزخر كتاب مورمون بكامله بالإشارات الصريحة إلى المسيح وحياته وخدمته وإلى أقانيم الله الثلاثة قبل زمن طويل من العهد الجديد ... حتى على الرغم من عدم ظهور أي من هذه المفاهيم أو المصطلحات في هذه الأشكال في العهد القديم أو أي أدب يهودي قديم آخر ".

## Chiasmus
Chiasmus هو شكل من أشكال التوازي الخطابي حيث تنقلب الأفكار الرئيسية المألوفة للقارئ ، عادةً من أجل نوع من التركيز. يظهر Chiasmus في العديد من اللغات ، بما في ذلك الإنجليزية ،  الأوغاريتية ، العبرية التوراتية ،  الآرامية ، اليونانية ،  اللاتينية. وكيشة مايا القديمة. تم العثور عليها في الكتاب المقدس وشعر شرق أوسطي قديم آخر.

### كتاب ال مورمون
يمكن العثور على أمثلة على chiasmus في كتاب مورمون. جادل البعض بأن chiasmus هو دليل على الأصالة التاريخية للنص ، مما يشير إلى أنه يعكس الخلفية السامية لنفي وغيره من مؤلفي كتاب مورمون. يزعمون أن مثل هذه النتائج تدعم مزاعم الأصول العبرية في النص على أساس أن chiasmus يوجد غالبًا في النصوص العبرية مثل الكتاب المقدس.
في عام 1969 ، اكتشف جون دبليو ويلش مجموعة متنوعة من حالات التصالب في كتاب مورمون ومع اكتشافه لفت الانتباه إلى هذه الظاهرة. المثال الأكثر شيوعًا عن chiasmus في كتاب مورمون هو التجربة الدينية للنبي ألما ، كما هو مسجل في Alma . 36 . يدعي ويلش أنه من غير المحتمل ، على الرغم من أنه ليس مستحيلًا ،  أن يكون سميث على علم بالتصاق في وقت نشر كتاب مورمون ،  مما يعني أن chiasmus يمكن أن يكون موجودًا فقط في النص إذا كان النص بالفعل ترجمة وليس تلفيق.
يجادل آخرون بأن chiasmus ليس بالضرورة دليلًا على الأصل العبري.
لا يزال البعض الآخر يختلف حول مدى حدوث التصالب في النص. فيما يتعلق بفصل ألما 36 chiasmus ، يزعم أحد النقاد أن ولش "صنع تناغمًا عن طريق اختيار عناصر من لغة متكررة ، ووضع علامات إبداعية على العناصر ، وتجاهل النص ، وإقران العناصر غير المتوازنة ، وحتى تضمين عناصر غير متكافئة".

يقدم ويلش نفسه التحذير التالي فيما يتعلق بميل القراء المتحمسين لرؤية chiasmus حيث لا يكون موجودًا بالفعل:
بعض الناس ، بالطبع ، قد أفرطوا في هذا البحث ، ويجب توخي الحذر ؛ خلاف ذلك ، من الممكن العثور على chiasmus في دليل الهاتف ، ويصبح الجهد بلا معنى. . . . يجب أن يكون المرء حذرًا في هذا المسعى ، مع ذلك ، لتجنب مشاكل "متلازمة المطرقة" - بالنسبة للشخص الذي يحمل مطرقة ، يبدو كل شيء وكأنه مسمار. بالنسبة إلى الشخص الذي لا يعرف سوى chiasmus وليس أي شكل آخر من أشكال التكوين الأدبي ، قد يبدأ كل شيء في الظهور كأنه تناغم.
صرح هيو دبليو بينوك ، وهو سلطة عامة في كنيسة LDS:
لأن دراسة أشكال الكتابة العبرية في كتاب مورمون يمكن أن تعزز الشهادة وتكون مثيرة للغاية ، فقد أصبح عدد من الباحثين والأشخاص العاديين متحمسين بشكل مفرط ، مما يضر بموضوع دراساتهم ونزاهتهم.

### حدوثه في كتب LDS الأخرى
يمكن أيضًا العثور على كتابات في شكل chiasmus في العقيدة والعهود و Pearl of Great Price ، وهما عملين آخرين من الكتاب المقدس في قانون LDS الذي أملاه سميث. يعتقد النقاد أن هذا يدعم ادعائهم بأن سميث كان على علم بأمر chiasmus ، وأنه ربما كان سمة من سمات أسلوبه في الكتابة الشخصية. 

يجادل المدافعون بأن هذه الأمثلة يجب اعتبارها نوعًا من التكرار المتقطع بدلاً من التصالب الكامل الذي يُزعم أنه موجود في Alma 36 . يشتهر تشارلز جي.كروبا وريتشارد سي شيب بنشر الحجج المتعلقة بالشيخوخة في العقيدة والعهود في عام 1972. في عام 1975 ، أنتج شيب أيضًا أطروحة ماجستير بعنوان "الأنماط المفاهيمية للتكرار في العقيدة والعهود وانعكاساتها" تدعي أن الكتابات الموجودة في العقيدة والعهود لها أنماط أدبية شبيهة بالتصاق. في عام 2004 ، تم نشر دراسة من قبل باحثي LDS والتي استخدمت التحليل الإحصائي لتحديد احتمالية ظهور بنية chiastic في أعمال LDS بالصدفة بدلاً من إنشائها عمداً. تم استخدام الصيغ الرياضية لحساب مجموعة من الاحتمالات التي وفرت القدرة على التمييز بين الهياكل الكياسية القوية والضعيفة. استنتج المؤلفون:
بناءً على هذه التقديرات ، نستنتج أن الاحتمالية العالية لظهور البنية chiastic عن طريق التصميم في أسفار موسى الخمسة وفي كتاب مورمون. لا تدعم تقديراتنا مثل هذا الاستنتاج الخاص بالعقيدة والعهود [أو] كتاب إبراهيم ... مشيرًا بدلاً من ذلك إلى أن التوافقات يمكن أن تظهر في هذه الأعمال بالصدفة.

### أعمال أخرى تحتوي على chiasmus
تم العثور على الأنماط الكياسية أيضًا في كتاب قانون الرب ،  ترجمة مزعومة لنص قديم لجيمس ج. سترانج . لا تعتبر كنيسة LDS أو جماعة المسيح أو أي طائفة من طائفة قديسي الأيام الأخيرة غير الكنيسة Strangite هذا الكتاب أصليًا.
يشير النقاد إلى أن وجود chiasmus في كتابات Strang وكذلك في أدب الثقافات الأخرى يعني أن المصدر قد يكون غير عبري. بالإضافة إلى ذلك ، فإن وجود chiasmus ليس بالضرورة مؤشراً على الأصول القديمة.

## أسلوب

### تحليل احصائي
قياس الأسلوب هو طريقة التحليل الإحصائي المستخدمة لتحديد تأليف النصوص المختلفة. تم استخدامه لتحليل أعمال شكسبير المتنازع عليها ، وكتب متناقضة من الكتاب المقدس ، وتحديد مؤلفي اثنتي عشرة ورقة فيدرالية متنازع عليها ، ومقارنة أنماط مؤلفين مختلفين مثل جين أوستن .
في عام 1980 ، استخدم باحثون في جامعة بريغهام يونغ تقنيات قياس الأسلوب أطلقوا عليها اسم "تحليل بصمة الكلمات" لفحص المؤلفين المحتملين لكتاب مورمون. لقد توصلوا إلى استنتاج مفاده أن أياً من مختارات كتاب مورمون التي درسوها لا يشبه كتابات أي من مؤلفي القرن التاسع عشر المقترحين ، بما في ذلك جوزيف سميث. تحدى جيرالد وساندرا تانر هذه النتائج في نقاط مختلفة ، وأبرزها التساؤل عن موثوقية مصادر البيانات المستخدمة ومنهجية "تحليل بصمة الكلمات". بالإضافة إلى ذلك ، كتب د.جيمس كروفت في Sunstone أن هناك العديد من العيوب في المنهجية التي كانت عرضة للنقد.
أجرى الباحث المورمون جون هيلتون دراسة لاحقة لقياس الأسلوب وزملاؤه من خارج LDS في بيركلي ،  الذين "بذلوا جهدًا كبيرًا لتحصين المنهجية من النقد" من خلال استخدام اختبارات التحكم.
استخدمت مجموعة بيركلي لأول مرة مجموعة متنوعة من اختبارات التحكم مع مؤلفين غير متنازعين (على سبيل المثال ، أعمال مارك توين ، والأعمال المترجمة من الألمانية) في محاولة من أجل:
1. إثبات استمرار طباعة الكلمات على الرغم من جهد المؤلف للكتابة كـ "شخصية" مختلفة ، و
2. وضح أن طبعات الكلمات لم يتم طمسها عن طريق الترجمة (على سبيل المثال ، لا يزال هناك مؤلفان مختلفان قاما بترجمة نفس المترجم بطبعات كلمات مختلفة).

استنتج هيلتون أنه إذا كانت طباعة الكلمات أسلوبًا صالحًا ، فإن هذا التحليل يشير إلى أنه "لا يمكن الدفاع عنه إحصائيًا" للادعاء بأن سميث أو أوليفر كاودري أو سولومون سبالدينج كتب 30.000 كلمة في كتاب مورمون المنسوب إلى نافي وألما.

أحد علماء المورمون البارزين ، جون أ.تفتنس ، رفض استخدام دليل طباعة الكلمات كأساس لشهادة صحة كتاب مورمون ، على الرغم من أنه لم يتجاهل فائدته المحتملة كأداة علمية للتحقيق في أصول الكتاب. عند مراجعة دراسة بيركلي ، لا يزال عالم آخر ، كيفن إل بارني ، غير مقتنع بصحة تحليل طباعة الكلمات:
لطالما شعرت أن الافتراضات الأساسية الكامنة وراء دراسات طباعة النصوص في كتاب مورمون خاطئة. أتفق مع تقييم John Tvedtnes ، الذي يشير إلى أن (1) الترجمة الإنجليزية يجب أن تعكس لغة المترجم بدلاً من المؤلف الأصلي ، و (2) الجسيمات المستخدمة في دراسات طباعة الكلمات (مثل "من") غالبًا ما تكون غير موجودة في اللغة العبرية ، والتي تميل إلى استخدام النحو للتعبير عن معنى الجسيمات الإنجليزية.
ومع ذلك ، في نفس المقال ، اعترف بارني ، "أنا بصراحة لا أفهم الإحصائيات جيدًا بما يكفي لتقديم نقد مفيد للدراسات".
في دراسة تمت مراجعتها من قبل الزملاء باستخدام طريقة التأليف التقليدية وتقنية جديدة لتصنيف الأنماط ، خلص العديد من الباحثين في جامعة ستانفورد إلى أن سيدني ريجدون ، وسولومون سبالدينج ، وأوليفر كاودري كانوا أكثر عرضة لكتابة الكتاب من مجموعة من المؤلفين شمل أيضًا Parley P. Pratt واثنين من مؤلفي الضوابط الإحصائية ( Henry Wadsworth Longfellow وJoel Barlow ). لم يتم تضمين سميث في مجموعة المؤلفين لأنه لا يمكن تحديد مجموعة الأعمال الأصلية التي كتبها سميث وحده بثقة. ومع ذلك ، فإن هذه الدراسة فحصت فقط الاحتمال النسبي للمؤلفين الخمسة المذكورين أعلاه الذين يكتبون كتاب مورمون ، وليس إمكانية وجود مؤلف أو مؤلفين خارج المجموعة المكونة من خمسة أشخاص. نُشرت دراسة أخرى في نفس المجلة التي انتقدت المنهجية المستخدمة في الدراسة السابقة ، وباستخدام كتابات سميث الشخصية المكتوبة بخط يده ، خلصت إلى أن أدلة أسلوب القياس لا تدعم سميث ولا مؤلف سبالدينج-ريجدون .

في دراسة أجريت عام 1991 لمجلة History and Computing ، استخدم ديفيد هولمز غير المورمون أسلوبًا متعدد المتغيرات لتحليل كتاب مورمون وعقيدة العهود. وخلص إلى أنهم من المؤلف نفسه جوزيف سميث. انتهى بـ:
استنتاجي ، من نتائج هذا البحث والأدلة التاريخية الداعمة ، أن كتاب مورمون انبثق من "الصوت النبوي" لجوزيف سميث نفسه ، كما فعلت آياته ونص كتاب إبراهيم. لقد رأينا أن أسلوب "صوته النبوي" كما يتضح من المجموعة الرئيسية للعينات النصية التي تمت دراستها ، يختلف عن أسلوب كتاباته الشخصية أو إملاءاته ذات الطابع الشخصي.
رد رسول كنيسة LDS ، جورج أ. سميث ، على هذه المسألة: "[عندما] يكشف الرب عن أي شيء للرجال فإنه يكشفه بلغة تتوافق مع لغتهم. إذا تحدث أي منكم مع ملاك ، واستخدمت لغة نحوية صارمة ، فسوف يفعل نفس الشيء. ولكن إذا استخدمت سلبيتين في جملة ما ، فسيستخدم الرسول السماوي اللغة لتتوافق مع فهمك ، وهذا الاعتراض على كتاب مورمون هو دليل لصالحه. " 

## الهوس المتوازي
غالبًا ما يرفض منتقدو الدراسات اللغوية لكتاب مورمون ادعاءات علماء المورمون على أساس أن التشابهات التي يرسمونها بين كتاب مورمون ومصادر أخرى ترقى إلى " الهوس المتوازي " ، والذي يُعرَّف بأنه "الإفراط في الاستخدام أو الاستخدام غير المناسب للتوازيات في عرض النص ".
كان هناك اتجاه تفسيري خلال العقود العديدة الماضية لرسم أوجه تشابه لا نهاية لها لنص من الشرق الأدنى القديم وما وراءه في محاولة للتحقق من صحة الكتابات في كتاب مورمون ولؤلؤة السعر العظيم. وكان الرائد والقائد في هذا الجهد هو عالم LDS العظيم هيو نيبلي. في السنوات الأخيرة ، واصلت مؤسسة الأبحاث القديمة ودراسات المورمون (FARMS) هذا الإرث. إن عدد المتوازيات التي تمكن Nibley من الكشف عنها من مصادر غامضة ومتباينة بشكل مذهل مذهل حقًا. لسوء الحظ ، يبدو أن هناك إهمالًا لأي انعكاس أو صياغة منهجية في هذا المسعى.